# Schabajewo
Schabajewo [pronunciación en polaco: /sxabaˈjɛvɔ/] es un pueblo ubicado en el distrito administrativo de Gmina Zawidz, dentro del Condado de Sierpc, Voivodato de Mazovia, en el este de Polonia central. Se encuentra aproximadamente a 3 kilómetros al suroeste de Zawidz, a 15 kilómetros al sureste de Sierpc, y a 103 kilómetros al noroeste de Varsovia.